# Dasypodia selenophora
Dasypodia selenophora là một loài bướm đêm trong họ Noctuidae.

## Hình ảnh

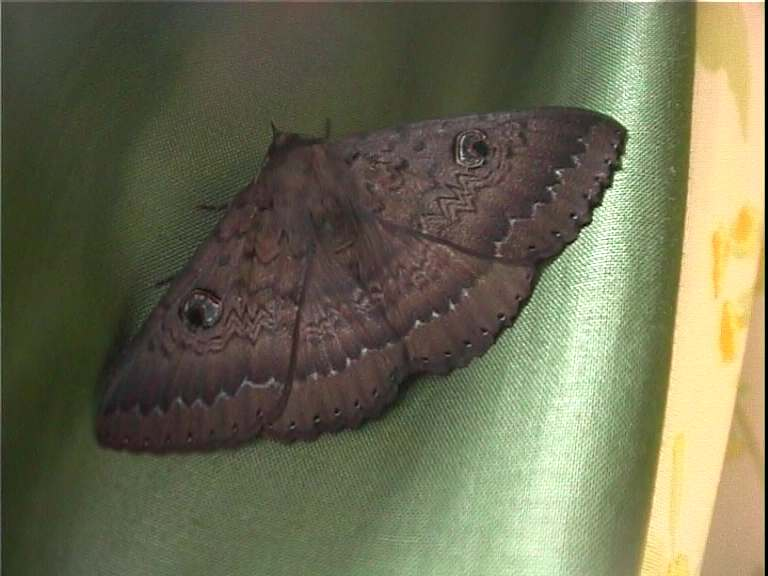
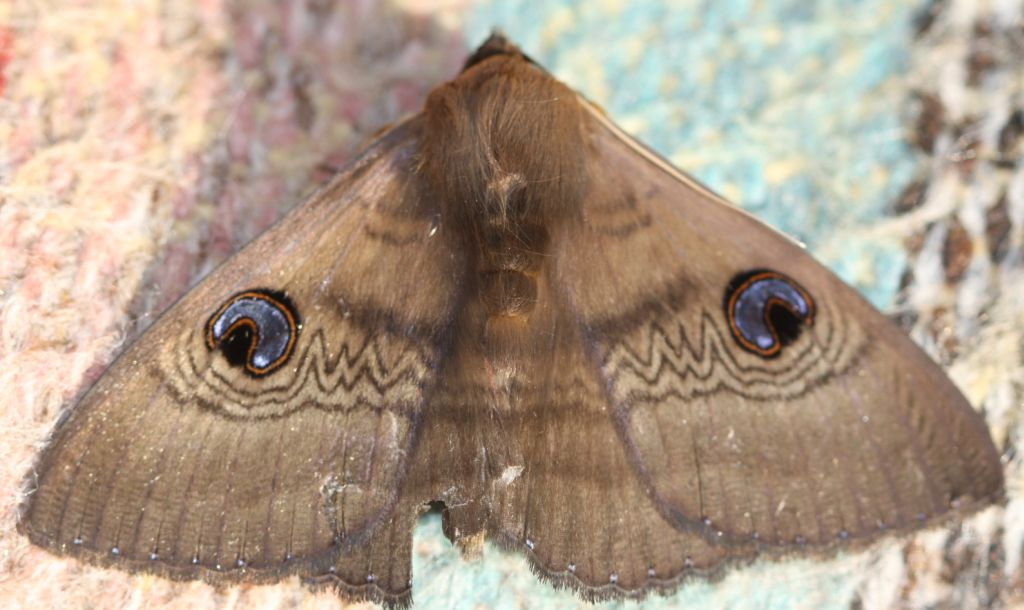
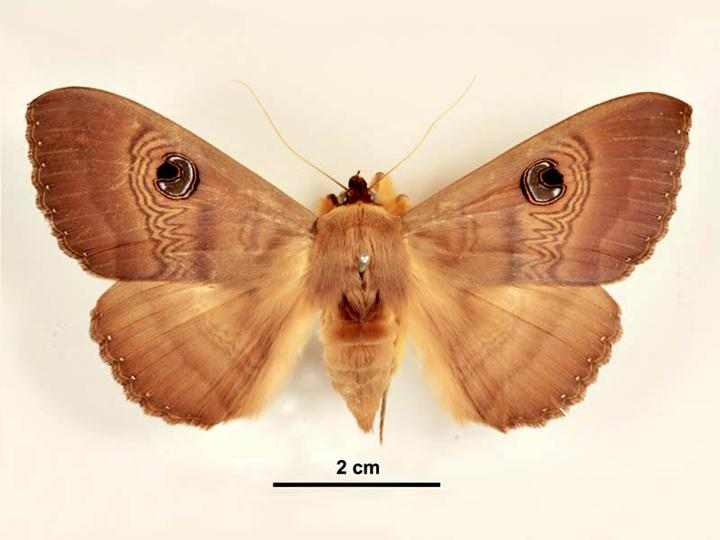
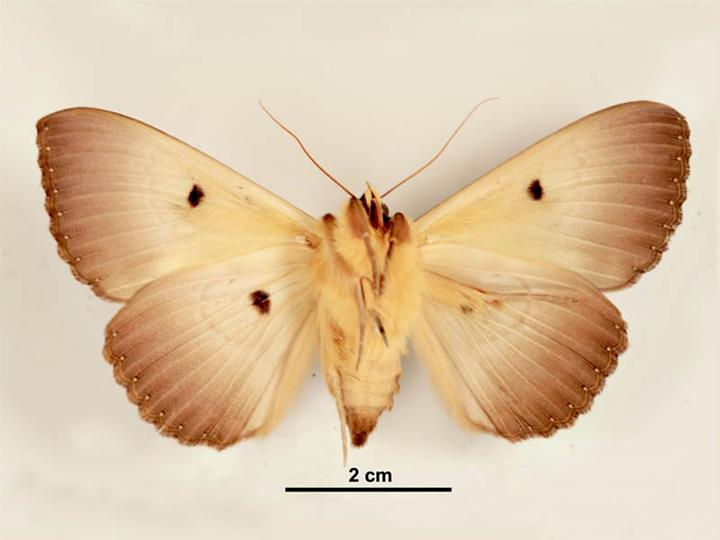